# 新序 (劉向)
『新序』（しんじょ）は、前漢の劉向（りゅうきょう）による故事・説話を集めた書物であり、おなじ劉向による『説苑』（ぜいえん）とよく似た内容を持っている。唐以前の書はみな二〇巻とあるが、宋以後、伝えるところはみな十巻とある。

## 歴史
『漢書』楚元王伝の劉向の条によると、劉向は『新序』『説苑』あわせて50篇を著して、成帝に進上した。『漢書』芸文志には「劉向所序六十七篇」とあり、これは『新序』『説苑』『世説』（佚書か）『列女伝』『頌図』をあわせた篇数である。劉向の著作ではなく、既存の書籍を劉向が校訂しただけであるという説もある。
もとは30巻であったらしく、『隋書』経籍志に30巻（録1巻）、『旧唐書』経籍志にも30巻とする。宋代にはすでに10巻しか残っておらず、それを曾鞏が編集し直した。曾鞏は『説苑』を20巻まで復元したが、『新序』は10巻のままである。現行本は曾鞏の編集を経たものである。

## 構成
現行本は10巻で構成され、全部で181章からなる。ある程度内容によって分類されている。最初の5巻は「雑事」と題がついている。6巻以降は「刺奢」「節士」「義勇」「善謀」「善謀下」となっている。多くは先秦の話であるが、最後の巻10は漢代の逸話を述べる。

## 邦訳
- 広常人世『新序』明徳出版社〈中国古典新書〉、1973年。
- 公田連太郎『譯註劉向新序』東明書院、1932年。
- 塚本哲三『晏氏春秋・新序』有朋堂書店〈漢文叢書〉、1928年。 （読み下し）